# ティヌス・オーセンダルプ
ティヌス・オーセンダルプ (Martinus ("Tinus") Bernardus  Osendarp、1916年5月21日- 2002年6月20日)は、オランダ・デルフト出身の陸上競技選手。1936年ベルリンオリンピックの銅メダリストである。

## 経歴
オーセンダルプは、ナチス政権下のドイツで開催された1936年ベルリンオリンピックの100mと200mの両種目で銅メダルを獲得した。また、4×100mリレーで3つめのメダルを獲得を目指したが、バトンを落としてしまい、メダル獲得はならなかった。彼はアメリカのジェシー・オーエンスらの黒人選手の陰に隠れてしまったが、最も速い白人選手としての名声を得ることができた。
オーセンダルプは第二次世界大戦前の最後の大会となった1938年のヨーロッパ選手権では、100m、200mのチャンピオンに輝いている。
第二次世界大戦中オランダは、ナチス・ドイツに占領されていた中、オーセンダルプはオランダのナチス組織である国家社会主義党（NSB）に参加する。終戦後の1948年に、彼は戦時中の行為をとがめられ拘束される。1952年に釈放された後はリンブルフ州の鉱山で働いていた。